# Germán Umaña
Darío Germán Umaña Mendoza (Bogotá, 29 de abril de 1953) es un ingeniero industrial, economista, político, escritor y profesor universitario colombiano, miembro del movimiento político Pacto Histórico. [cita requerida]
Fue el Ministro de Comercio, Industria y Turismo de su país, en el gobierno de Gustavo Petro.

## Biografía

### Formación Académica
Umaña es ingeniero industrial de la Universidad de América, especialista en Planificación e Industria y magíster en Economía de la Universidad Nacional de Colombia.

### Trayectoria Profesional
Inició su vida profesional como investigador y director de distintos proyectos académicos entre 1976 y 1977. En diciembre de 1977 fue nombrado codirector de proyectos del DANE, en donde lideró el Proyecto del Observatorio de Competitividad de la entidad.
En diciembre de 1978 fue nombrado asesor de presidencia de la Federación Nacional de Curtidores (Fedecurtidores), cargo que ocupó hasta enero de 1984. En julio de ese año fue designado como director de unidad de la Federación, hasta que en diciembre del mismo año fue designado como Director Ejecutivo de la Federación, cargo que ocupó hasta mayo de 1990.
Entre enero de 1990 se vinculó con la Universidad Externado de Colombia como docente de la Facultad de Economía en el área de Comercio Internacional, cargo en el que permaneció hasta 1993. Ese año se vinculó con la Alcaldía Mayor de Bogotá como director del Proyecto de Incursión de las Tecnologías de la Información y la Comunicación (TIC) en el sector salud del Distrito, en donde permaneció hasta julio de 2005.
En julio de 1992 fue nombrado Vicepresidente Ejecutivo de la Federación de Industrias Metalúrgicas y Metalmecánicas, cargo que ocupó hasta agosto de 1995. En enero de 1996 se vinculó con el Banco Interamericano de Desarrollo (BID) en el Instituto de Estudios Políticos y Relaciones Internacionales como coordinador de proyecto de Estrategia de Inserción Internacional de Colombia entre enero de 1996 y julio de 1997. 
Debido a su trabajo con el BID, fue elegido como jefe de la Misión Comercial de Colombia en Bruselas por el Ministerio de Comercio Exterior (Mincomex). En Mincomex, Umaña se desempeñó como jefe sección, jefe de departamento, director de unidad y Ministro Consejero entre julio de 1998 y enero de 2002. Entre enero de 2002 y junio de 2003 fue designado Secretario General de la Comunidad Andina.
Umaña se vinculó como docente de la Universidad Nacional de Colombia en enero de 1980 y dentro de la institución ha desempeñado la mayor parte de su carrera profesional. Es profesor asociado de la Facultad de Ciencias Económicas desde 1980, allí ha dictado distintas clases de Economía Colombiana, Microeconomía, Integración, Globalización, Competitividad, Internacionalización, Macroeconomía, Pobreza, Tratados de libre comercio, Industria y Mercados alternativos.

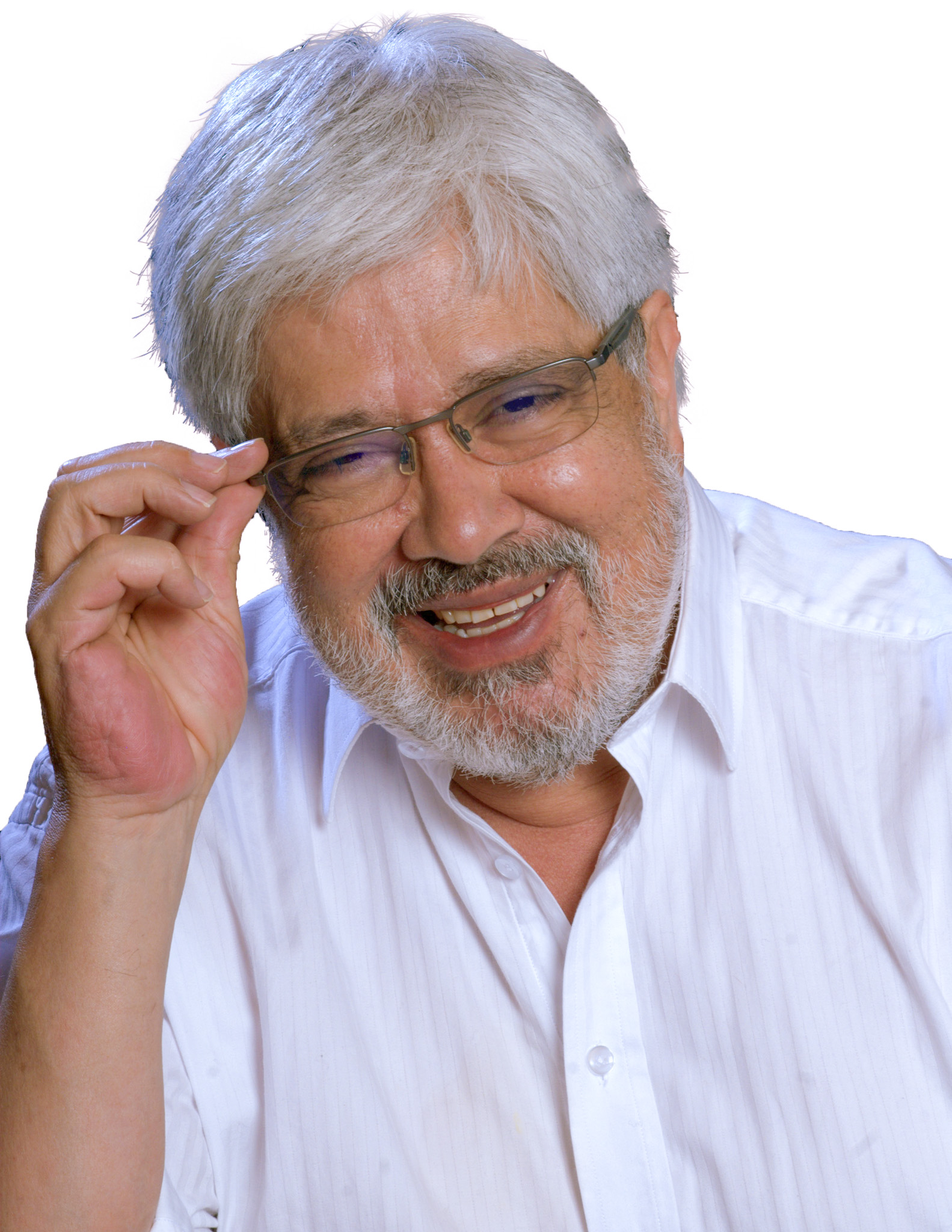
Umaña en 2017.

Umaña fue designado como Decano de la Facultad de Ciencias Económicas entre enero de 1980 y diciembre de 1990, Vicedecano de la misma facultad entre enero y diciembre de 1981. Gracias a su buen desempeño fue elegido como Vicerrector de la Universidad Nacional de Colombia entre enero y diciembre de 1995. En 2006 fue designado Director del Área de Bienestar de la Facultad de Ciencias Económicas hasta diciembre de 2008.

### Ministro de Comercio de Colombia (2022-2024)
El 7 de agosto de 2022 fue designado por Gustavo Petro como Ministro de Comercio, Industria y Turismo.

## Familia
Sus padres eran el sociólogo e investigador Eduardo Umaña Luna y Celina Mendoza, hermano del abogado Eduardo Umaña Mendoza, quien fue asesinado en 1998. El exviceministro Camilo Umaña Hernández era uno de sus hijos.[cita requerida]
Su padre se asoció con Alfonso López Michelsen y Jaime Ucrós para fundar el Movimiento Revolucionario Liberal, como escisión del liberalismo, que entraba en la fase del Frente Nacional. Umaña era hijo del escritor y político José Umaña Bernal, sobrino del exalcalde de Bogotá Francisco Umaña Bernal, y primo del escritor Julio Carrizosa Umaña por su tía María, quien a su vez estaba casada con el político Julio Carrizosa Valenzuela, y estaba emparentado con Alfredo Vásquez Carrizosa. Carrizosa Umaña es concuñado del exministro Rafael Pardo Rueda.[cita requerida]
Su padre era primo segundo del sacerdote católico Camilo Torres Restrepo, siendo sobrino de su padre, el médico Calixto Torres Umaña. Con Torres, Umaña fundó la facultad de sociología de la Universidad Nacional de Colombia en 1958.[cita requerida]Eduardo y Calixto eran sobrino nietos de Ana Rosa Umaña, quien estaba casada con el político Aristídes Calderón Tejada, de cuya unión descienden los Santos (Juan Manuel, sus hermanos Luis Fernando y Eduardo, y sus primos Rafael y Francisco Santos Calderón). Por esta línea, Umaña es primo lejano de Juan Manuel Santos Calderón, ya que ambos son sobrinos segundos de Camilo Torres. 
Germán Umaña es padre de dos hijoː el economista Camilo quien trabaja como economista en la Organización para la Cooperación y el Desarrollo Económico y la abogada Yazmyn Ayesha Umaña Dajud, candidata a doctor en Universidad Cornell.[cita requerida]

## Distinciones honoríficas
- Caballero Gran Cruz de la Orden del Mérito Civil (Reino de España, 26/04/2023).[6]